# 杰弗瑞·乌尔曼
杰弗瑞·大衛·乌尔曼（英語：Jeffrey David Ullman，1942年11月22日—）是美国一位计算机科学家，斯坦福大学名誉教授。他编写的编译器教材（也称龙书）、计算理论（也称灰姑娘书）、数据结构、数据库教材，被认为是所在领域的标准。他与长期合作伙伴阿尔佛雷德·艾侯共同获得2020年图灵奖，该奖项公认为是计算机科学领域的最高荣誉。

## 生平
杰弗瑞·乌尔曼于1963年从哥伦比亚大学获得工程数学理学学士学位，1966年从普林斯顿大学获得电气工程博士学位。之后几年在贝尔实验室工作，1969年到1979年期间，他在普林斯顿大学担任教授，1979年以后，他一直在斯坦福大学担任教授。1995年，他被选为ACM会士，2000年获得高德纳奖。2010年他与约翰·霍普克洛夫特共同获得IEEE约翰·冯·诺伊曼奖章，以表彰他们为“自动机和语言理论领域奠定了基础，并为理论计算机科学做出了许多开创性贡献”。
杰弗瑞·乌尔曼的研究领域包括数据库理论、数据集成、数据挖掘和使用信息基础设施的教育，他是数据库理论领域的创始人之一，并且是许多数据库理论专家的博士生导师。他也是Google联合创始人谢尔盖·布林的博士生导师，并曾在Google的技术顾问委员会任职。他现在是Gradiance的CEO，并在斯坦福大学在线学习平台教授有关自动机和挖掘海量数据集的课程。
杰弗瑞·乌尔曼在2020年被选为美国国家科学院院士，2020年3月31日，他与阿尔佛雷德·艾侯共同获得2020年图灵奖。

## 争议言论
杰弗瑞·乌尔曼在他的斯坦福大学个人主页上声称他反对伊朗政府，此外也有表现出反伊朗人的情绪。曾有一次，一名伊朗学生向斯坦福大学询问是否会录取时，杰弗瑞·乌尔曼在回复时用了政治言论，并且声称即使他能做到，他也不会帮助伊朗学生：
即使我有能力提供帮助，我也不会帮助伊朗学生，除非伊朗承认并尊重以色列是犹太人的土地。我知道您可能没有和统治国家的毛拉们那样疯狂，但这是一个原则问题，如果伊朗人想要在斯坦福大学或其他美国大学获得好处，他们必须尊重我们在美国持有的价值观，包括宗教自由和尊重人权。
伊朗裔美国人全国委员会随后向斯坦福大学提出正式投诉，斯坦福大学发言人回应说，乌尔曼的言论是个人观点而非大学的意见，乌尔曼也没有参与招生过程，并且斯坦福大学在招生过程中不会歧视他们。